# Jovkîni, Volodîmîreț
Jovkîni (în ucraineană Жовкині) este o comună în raionul Volodîmîreț, regiunea Rivne, Ucraina, formată numai din satul de reședință.

## Demografie
Componența lingvistică a comunei Jovkîni
     Ucraineană (99,01%)
     Alte limbi (0,88%)
Conform recensământului din 2001, majoritatea populației comunei Jovkîni era vorbitoare de ucraineană (99,01%), existând în minoritate și vorbitori de alte limbi.